# Olympische Sommerspiele 2024/Leichtathletik – 3000 m Hindernis (Frauen)
Der 3000-Meter-Hindernislauf der Frauen bei den Olympischen Spielen 2024 in Paris fand am 4. August 2024 (Vorläufe) und am 6. August 2024 (Finale) im Stade de France statt.

## Aktuelle Titelträgerinnen
| Olympiasiegerin                        | Peruth Chemutai ( Uganda)                | 9:01,45 min | Tokio 2020     |
| Weltmeisterin                          | Winfred Mutile Yavi ( Bahrain)           | 8:54,29 min | Budapest 2023  |
| Europameisterin                        | Alice Finot ( Frankreich)                | 9:16,22 min | Rom 2024       |
| Nord-/Zentralamerika-/Karibikmeisterin | Gabrielle Jennings ( Vereinigte Staaten) | 9:34,36 min | Freeport 2022  |
| Südamerikameisterin                    | Tatiane da Silva ( Brasilien)            | 9:55,73 min | São Paulo 2023 |
| Asienmeisterin                         | Parul Chaudhary ( Indien)                | 9:38,76 min | Bangkok 2023   |
| Afrikameisterin                        | Loice Chekwemoi ( Uganda)                | 9:24,47 min | Douala 2024    |
| Ozeanienmeisterin                      | Amy Cashin ( Australien)                 | 9:41,54 min | Suva 2024      |

## Rekorde

### Bestehende Rekorde
| Weltrekord         | Beatrice Chepkoech ( Kenia)              | 8:44,32 min | Monaco, Monaco       | 20. Juli 2018   |
| Olympischer Rekord | Gulnara Iskanderowna Galkina ( Russland) | 8:58,81 min | Finale Peking, China | 17. August 2008 |

### Rekordverbesserungen
Es wurden während des Wettkampfes ein neuer Olympiarekord, ein neuer Kontinentalrekord sowie vier neue Nationalrekorde aufgestellt.
- Olympiarekord:
  - 8:52,76 min – Winfred Mutile Yavi (Bahrain), Finale am 6. August 2024
- Kontinentalrekord:
  - 8:58,67 min (Europarekord) – Alice Finot (Frankreich), Finale am 6. August 2024
- Nationalrekorde:
  - 9:16,51 min – Alicja Konieczek (Polen), Vorlauf 3 am 4. August 2024
  - 9:22,77 min – Ilona Mononen (Finnland), Vorlauf 3 am 4. August 2024
  - 8:53,34 min – Peruth Chemutai (Uganda), Finale am 6. August 2024
  - 9:04,35 min – Elizabeth Bird (Großbritannien), Finale am 6. August 2024

## Vorläufe
4. August 2024, 10:05 Uhr
Für das Finale qualifizierten sich die ersten fünf Athletinnen aller drei Vorläufe.

### Vorlauf 1
| Rang | Athletin              | Nation             | Zeit (min) | Anmerkung |
| ---- | --------------------- | ------------------ | ---------- | --------- |
| 1    | Peruth Chemutai       | Uganda             | 9:10,51    | Q         |
| 2    | Faith Cherotich       | Kenia              | 9:10,57    | Q         |
| 3    | Gesa Felicitas Krause | Deutschland        | 9:10,68    | Q, SB     |
| 4    | Courtney Wayment      | Vereinigte Staaten | 9:10,72    | Q         |
| 5    | Lomi Muleta           | Äthiopien          | 9:10,73    | Q, PB     |
| 6    | Marwa Bouzayani       | Tunesien           | 9:10,91    | PB        |
| 7    | Carolina Robles       | Spanien            | 9:22,48    |           |
| 8    | Parul Chaudhary       | Indien             | 9:23,39    | SB        |
| 9    | Aneta Konieczek       | Polen              | 9:24,43    | PB        |
| 10   | Daisy Jepkemei        | Kasachstan         | 9:24,69    |           |
| 11   | Aimee Pratt           | Großbritannien     | 9:27,26    | SB        |
| 12   | Regan Yee             | Kanada             | 9:27,81    |           |

### Vorlauf 2
| Rang | Athletin            | Nation             | Zeit (min) | Anmerkung |
| ---- | ------------------- | ------------------ | ---------- | --------- |
| 1    | Winfred Mutile Yavi | Bahrain            | 9:15,11    | Q         |
| 2    | Sembo Almayew       | Äthiopien          | 9:15,42    | Q         |
| 3    | Valerie Constien    | Vereinigte Staaten | 9:16,33    | Q         |
| 4    | Elizabeth Bird      | Großbritannien     | 9:16,454   | Q         |
| 5    | Norah Jeruto        | Kasachstan         | 9:16,460   | Q, SB     |
| 6    | Olivia Gürth        | Deutschland        | 9:16,47    | PB        |
| 7    | Ceili McCabe        | Kanada             | 9:20,71    |           |
| 8    | Kinga Królik        | Polen              | 9:26,61    | PB        |
| 9    | Luiza Gega          | Albanien           | 9:27,41    |           |
| 10   | Flavie Renouard     | Frankreich         | 9:27,70    | SB        |
| 11   | Cara Feain-Ryan     | Australien         | 9:28,72    | PB        |
| 12   | Jackline Chepkoech  | Kenia              | 9:35,56    |           |

### Vorlauf 3
| Rang | Athletin                | Nation             | Zeit (min) | Anmerkung |
| ---- | ----------------------- | ------------------ | ---------- | --------- |
| 1    | Beatrice Chepkoech      | Kenia              | 9:13,56    | Q         |
| 2    | Alice Finot             | Frankreich         | 9:14,78    | Q         |
| 3    | Lea Meyer               | Deutschland        | 9:14,85    | Q, PB     |
| 4    | Alicja Konieczek        | Polen              | 9:16,51    | Q, NR     |
| 5    | Irene Sánchez-Escribano | Spanien            | 9:17,39    | Q, PB     |
| 6    | Ilona Mononen           | Finnland           | 9:22,77    | NR        |
| 7    | Marisa Howard           | Vereinigte Staaten | 9:24,78    |           |
| 8    | Stella Rutto            | Rumänien           | 9:31,23    |           |
| 9    | Amy Cashin              | Australien         | 9:32,93    |           |
| 10   | Tatiane da Silva        | Brasilien          | 9:33,96    | SB        |
| 11   | Belén Casetta           | Argentinien        | 9:34,78    |           |
| 12   | Xu Shuangshuang         | China              | 9:43,50    |           |

## Finale
6. August 2024, 21:14 Uhr
| Rang | Athletin                | Nation             | Zeit (min) | Anmerkung |
| ---- | ----------------------- | ------------------ | ---------- | --------- |
| 1    | Winfred Mutile Yavi     | Bahrain            | 8:52,76    | OR        |
| 2    | Peruth Chemutai         | Uganda             | 8:53,34    | NR        |
| 3    | Faith Cherotich         | Kenia              | 8:55,15    | PB        |
| 4    | Alice Finot             | Frankreich         | 8:58,67    | ER        |
| 5    | Sembo Almayew           | Äthiopien          | 9:00,83    | SB        |
| 6    | Beatrice Chepkoech      | Kenia              | 9:04,24    |           |
| 7    | Elizabeth Bird          | Großbritannien     | 9:04,35    | NR        |
| 8    | Lomi Muleta             | Äthiopien          | 9:06,07    | PB        |
| 9    | Norah Jeruto            | Kasachstan         | 9:08,97    | SB        |
| 10   | Lea Meyer               | Deutschland        | 9:09,59    | PB        |
| 11   | Irene Sánchez-Escribano | Spanien            | 9:10,43    | PB        |
| 12   | Courtney Wayment        | Vereinigte Staaten | 9:13,60    |           |
| 13   | Alicja Konieczek        | Polen              | 9:21,31    |           |
| 14   | Gesa Felicitas Krause   | Deutschland        | 9:26,96    |           |
| 15   | Valerie Constien        | Vereinigte Staaten | 9:34,08    |           |